# 嘉俾厄爾·祖貝爾·瓦科
嘉俾厄爾·祖貝爾·瓦科（英語：Gabriel Zubeir Wako；1941年2月27日—）是天主教蘇丹籍司鐸級樞機及喀土穆總教區總主教。

## 生平
祖貝爾於1941年2月27日在英埃蘇丹的Mboro岀生。他於1963年7月22日在瓦烏教區晉鐸。
1975年4月6日晉牧，並獲教宗若望保祿二世任命為當時還是蘇丹的瓦烏教區主教。直到1981年10月10日，接替Agostino Baroni成為喀土穆總教區正權總主教。2003年10月21日被任為司鐸級樞機。他曾參與2005年的教宗選舉秘密會議。2010年10月10日，祖貝爾樞機在主日彌撒時躲過一次由穆斯林Messiria部落的暗殺。